# Hotel Avenida Palace
El Hotel Avenida Palace es un hotel histórico de Lisboa.  Fue construido entre 1890 y 1892 por la Companhia dos Caminhos de Ferro Portugueses, para servir de apoyo a la estación de Rossio, adyacente, e inaugurada en 1888, que pertenecía al mismo propietario.  El edificio, de estilo ecléctico afrancesado es obra de José Luis Monteiro. Fue convertido en hotel desde el comienzo, sin los condicionantes estilísticos que le habían sido impuestos para la estación de Rossio. Está clasificado como inmueble de interés público desde 1977.  En el hotel, pasó tres días de la parte europea de su luna de miel el emperador nipón Hirohito en 1924 y operó durante la II Guerra Mundial, el espía probritánico, Juan Pujol (Garbo), conocido como «el hombre que engañó a Adolf Hitler».